# Copa Sanwa Bank de 1997
A Copa Sanwa Bank de 1997 foi a quarta e última edição desta competição de futebol. Foi disputada entre o Nagoya Grampus, campeão da Supercopa do Japão, que substituiu o então campeão do Campeão Japonês Kashima Antlers, que desistiu da competição, e o D.C. United, campeão da Major League Soccer de 1996. O jogo contou com quase 27 mil espectadores e foi disputado uma semana antes da principal partida da Copa J. League de 1997.

## Participantes
| Nagoya Grampus |  | Campeão da Supercopa do Japão: 1996  |
| D.C. United    |  | Campeão da Major League Soccer: 1996 |

## Final
| 2 de março de 1997 | Nagoya Grampus                                       | 3 – 1 | D.C. United   | Estádio Nacional de Tóquio, Tóquio (Japão) |
|                    | Carlos Alexandre Torres · Okayama · Dragan Stojkovic |       | Iijima (g.c.) | Público: 26,842 Árbitro: Zoran Petrović    |

| Nagoya Grampus | D.C. United |

| NAGOYA GRAMPUS: |  |                         |  |                 |
|                 |  |                         |  |                 |
| G               |  | Y.Ito                   |  |                 |
| LD              |  | Iijima                  |  |                 |
| Z               |  | Carlos Alexandre Torres |  |                 |
| Z               |  | Oiwa                    |  |                 |
| LE              |  | Nishigaya               |  |                 |
| V               |  | Mochizuki               |  | Substituído     |
| V               |  | Tetsuya Asano           |  |                 |
| M               |  | Ricardinho              |  |                 |
| M               |  | Hirano                  |  | Substituído     |
| A               |  | Dragan Stojkovic        |  |                 |
| A               |  | K.Ito                   |  | Substituído     |
| Substituição:   |  |                         |  |                 |
| V               |  | Kima                    |  | Entrou em campo |
| M               |  | Fukuda                  |  | Entrou em campo |
| M               |  | Okayama                 |  | Entrou em campo |
| Treinador:      |  |                         |  |                 |
| Carlos Queiroz  |  |                         |  |                 |

| D.C. UNITED:  |  |            |  |                 |
|               |  |            |  |                 |
| G             |  | Causey     |  |                 |
| LD            |  | Vaudreuil  |  |                 |
| Z             |  | Llamosa    |  |                 |
| Z             |  | Cruz       |  |                 |
| LE            |  | Maessner   |  |                 |
| V             |  | Imler      |  |                 |
| M             |  | Williams   |  |                 |
| M             |  | Etcheverry |  |                 |
| A             |  | Díaz Arce  |  |                 |
| A             |  | Moreno     |  |                 |
| A             |  | Rammel     |  | Substituído     |
| Substituição: |  |            |  |                 |
| Z             |  | Kelderman  |  | Entrou em campo |
| Treinador:    |  |            |  |                 |
| Bruce Arena   |  |            |  |                 |

| Copa Sanwa Bank 1997                 |
| ------------------------------------ |
| 'Nagoya Grampus' Campeão (1º título) |